# グロワ島の海戦
グロワ島の海戦 （グロワとうのかいせん、英: Battle of Groix、仏: Bataille de Groix）は、フランス革命戦争中の1795年6月23日、フランス西海岸沖のグロワ島付近で行われたイギリス海軍とフランス海軍との海戦である。
旗艦ロイヤル・ジョージ座乗のブリッドポート男爵アレグザンダー・フッド提督指揮の14隻の戦列艦からなるイギリス艦隊は、ルイ・トマス・ヴィラレー・ド・ジョワイユーズ中将指揮の戦列艦12隻からなるフランス艦隊を、南西からグロワ島の方向に追撃した。そして、海岸に近寄りすぎたために戦闘が打ち切られるまでの約2時間40分にわたる交戦で、イギリス艦隊は3隻のフランス艦を捕獲した。ブリッドポート卿は、得られたはずの決定的な勝利を逃したとして海軍内部で強い批判を浴びた。

## 参戦艦
「*」印の艦のみが戦闘に参加した。

### イギリス艦隊

#### 戦列艦
- ロイヤル・ジョージ （Royal George）* - 100門、旗艦、ウィリアム・ドメット艦長
- クイーン・シャーロット （Queen Charlotte）* - 100門、アンドリュー・スネイプ・ダグラス艦長
- クイーン （Queen） - 98門、ウィリアム・ベドフォード艦長
- ロンドン （London） - 98門、エドワード・グリフィス艦長
- プリンス・オブ・ウェールズ （Prince of Wales） - 98門、ジョン・ベイズリー艦長
- プリンス （Prince） - 98門、チャールズ・パウエル・ハミルトン艦長
- バーフラー （Barfleur） - 98門、ジェームズ・リチャード・ダクレス艦長
- プリンス・ジョージ （Prince George） - 98門、ウィリアム・エッジ艦長
- サンス・パレイル （Sans Pareil）* - 80門、ウィリアム・ブロウウェル艦長
- ヴァリアント （Valiant） - 74門、クリストファー・パーカー艦長
- オライオン （Orion）* - 74門、ジェームズ・ソマレズ艦長
- イリジスタブル （Irresistible）* - 74門、リチャード・グリンドル艦長
- ラッセル （Russell）* - 74門、トマス・ラーコム艦長
- コロッサス （Colossus）* - 74門、ジョン・モンクトン艦長

#### その他
- レヴォリューショナール （Révolutionnaire） - 44門フリゲート
- タリア （Thalia）
- ニンフ （Nymphe）
- アキロン （Aquilon）
- アストリア （Astraea）
- バベット （Babet） - 20門スループ
- ミージェラ （Maegera） - 火船
- インセンディアリー （Incendiary） - 火船
- シャロン （Charon） - 病院船
- アーガス （Argus） - ラガー
- ドリー （Dolly） - ラガー

### フランス艦隊

#### 戦列艦
- プープル・スーヴラン （Peuple Souverain）* - 118門
- アレクサンドル （Alexandre）* - 74門、フランソワ＝シャルル・ギルム艦長、捕獲
- ドロワ・ドローム （Droits de l'Homme） - 74門
- フォルミダブル （Formidable）* - 74門、シャルル＝アレクサンドル・リノワ艦長、捕獲
- フグー （Fougueux） - 74門
- ジャン・バール （Jean Bart） - 74門
- ミュシウス （Mucius）* - 74門
- ネストル （Nestor）* - 74門
- ルドゥタブル （Redoutable）* - 74門
- ティーグル （Tigre）* - 74門、ジャック・ベドウ艦長、捕獲
- ワッティニー （Wattignies）* - 74門
- ゼレ （Zélé） - 74門